# Романтика
Рома́нтика може означати:
- те саме, що романтизм[1]
- незвичайність, казковість чого-небудь, що викликає до себе емоційне, піднесене ставлення з боку людини; героїка, піднесення (боротьби, праці тощо)[1]
- спосіб життя, який відрізняється оптимізмом, альтруїзмом, позитивними емоціями, високими почуттями, піднесеним ставленням до людини протилежної статі (як правило — чоловіка до жінки), і сповідуванням інших цінностей, які протиставляються «сірим будням», матеріальним цінностям, в тому числі прагматизму, а також політичній діяльності та  іншим «серйозним заняттям». Романтика пов’язана з розглядом ситуацій з погляду ідеальних взаємовідносин.

Романтика — світовідчуття, в якому провідну роль грають ліричні й драматичні емоції, мрії, ідеали й душевний підйом. Романтичний погляд може бути протиставлений погляду раціональному, прагматичному. Романтика або романтичні стосунки виникають, як правило, лише в деяких ситуаціях, коли вплив зовнішнього світу у свідомості людей нівелюється, а на перший план виходять їх стосунки між собою, виникає потяг одне до одного. Як правило, це відбувається у відокремленій (інтимній) обстановці. Також люди-романтики — це люди, що живуть більше в мріях, а не в реальності, люди, романтично налаштовані, схильні до мрійливості, до ідеалізації інших людей і життя.